# Chống Lừa Đảo
Chống Lừa Đảo (tiếng Anh: Scam Fighter) là một dự án của Việt Nam nhằm hỗ trợ người dùng kiểm tra độ tin cậy của các website và ngăn chặn truy cập vào các website không an toàn, bảo vệ người dùng trên môi trường trực tuyến. Đây là một dự án phi lợi nhuận của một số chuyên gia về an toàn thông tin Việt Nam như Nguyễn Hưng, Lê Phước Hòa, Nguyễn Hoàng Thắng và Ngô Minh Hiếu – một cựu hacker người Việt và hiện là chuyên viên kỹ thuật của Trung tâm Giám sát và An toàn không gian mạng Quốc gia (NCSC).

## Khởi đầu
Cuối năm 2020, cựu hacker Ngô Minh Hiếu (thường được biết đến với biệt danh Hiếu PC) trở về Việt Nam sau khi kết thúc án tù tại Mỹ vì ăn cắp thông tin người dùng. Theo thông tin từ nhà tù liên bang Mỹ, với việc được trả tự do sớm hơn so với án tù ban đầu, Ngô Minh Hiếu được xem là "một trong những tên trộm khét tiếng nhất từng hạ cố đến nhà tù liên bang". Trở về Việt Nam trong bối cảnh lừa đảo qua không gian mạng đang bùng nổ, anh đã hợp tác với một số chuyên gia khác trong ngành an toàn thông tin để tiến hành một dự án phi lợi nhuận nhằm phòng chống lừa đảo trên không gian mạng, cảnh báo và bảo vệ người dùng khỏi những trang web có nội dung xấu, giả mạo hoặc có chứa mã độc. Theo chia sẻ của Hiếu, Chống Lừa Đảo là dự án anh đã ấp ủ trong suốt những năm anh thụ án ở Mỹ. Cùng với một số dự án cộng đồng khác, đây đều là những động thái được cho là mang tính "hoàn lương" của Hiếu PC.
Nhóm thành viên xây dựng dự án ban đầu gồm một số chuyên gia về lập trình cũng như an toàn thông tin, trong đó ngoài Ngô Minh Hiếu còn có Nguyễn Mạnh Luật – Giám đốc điều hành CyberJutsu và là cựu kỹ sư bảo mật cho Microsoft và Tencent, Nguyễn Hưng – Giám đốc R&D của Vietnix Hosting, Lê Phước Hòa – chuyên viên kỹ thuật của Vietguys, Phạm Tiến Mạnh – nhà nghiên cứu bảo mật của OWASP, và một số thành viên khác. Đến năm 2023 đã có khoảng 30 thành viên tham gia dự án. Ngoài ra, dự án còn có một cố vấn về mặt bảo mật dữ liệu riêng tư cho người sử dụng là Dương Ngọc Thái, người từng là kỹ sư, trưởng nhóm bảo mật và mã hóa ứng dụng của Google.

## Ra mắt và phát triển

### Thời gian đầu ra mắt và thành lập
Ngày 27 tháng 12 năm 2020, tổ chức phi lợi nhuận Chống Lừa Đảo chính thức hoạt động. Đến tháng 2 năm 2021, "Chống Lừa Đảo" chính thức ra mắt bên cạnh website và tiện ích dưới dạng add-on tương ứng, với hạ tầng máy chủ được vận hành bởi Vietnix Hosting. Chỉ sau một ngày ra mắt, tiện ích Chống Lừa Đảo đã có hơn 3.500 lượt tải, hơn 70 nghìn lượt truy cập, đồng thời thêm vào danh sách đen hơn 1000 trang web lừa đảo từ hơn 1400 báo cáo từ người dùng. Sau khi ra mắt, dự án đã hợp tác với APWG (Anti-Phishing Working Group, Tổ chức toàn cầu chống lừa đảo) để chia sẻ dữ liệu về các mối đe dọa. Tính đến tháng 10 cùng năm, lượng truy cập trung bình hằng tháng vào trang web Chống Lừa Đảo để kiểm tra độ tin cậy của các trang web khác là khoảng 35.000. Sau sự thành công của tiện ích tích hợp trên các nền tảng trình duyệt web, dự án tiếp tục cho ra mắt ứng dụng cho hệ điều hành Android và triển khai phát triển ứng dụng cho hệ điều hành IOS. Ứng dụng được xây dựng dựa trên công nghệ học máy, cộng thêm bộ dữ liệu thường xuyên được cập nhật dựa trên đóng góp của cộng đồng. Tháng 9, chat bot của Chống Lừa Đảo xuất hiện trên Facebook Messenger. Qua đó, người dùng Facebook có thể chat trực tiếp với phần mềm tự động để để kiểm tra độ an toàn, uy tín của một trang web ngay trên điện thoại của mình. Ngày 24 tháng 11 năm 2021, Ngô Minh Hiếu công bố thành lập Công ty trách nhiệm hữu hạn doanh nghiệp xã hội Chống Lừa Đảo (gọi tắt là Công ty Chống Lừa Đảo) do bản thân anh là giám đốc.

### Phát triển cộng đồng
Trong những tháng cuối năm 2022, người dùng Việt Nam liên tục bị lừa bởi những app, trang web giả mạo để lấy cắp thông tin cá nhân. Dự án Chống Lừa Đảo liên tục nhận được những báo cáo về những tên miền giả mạo ngân hàng. Hoạt động chủ yếu dựa trên việc kêu gọi cộng đồng cùng tham gia bảo vệ chính họ cũng như những người xung quanh; tính đến đầu năm 2023, dự án đã thu hút hơn 300.000 người dùng tham gia cộng đồng thông qua các nền tảng Telegram, Facebook và các tiện ích mở rộng trên các trình duyệt web, qua đó đã giúp đỡ hơn 11.000 nạn nhân của các vụ lừa đảo qua không gian mạng. Trong hơn 2 năm hoạt động, dự án đã hợp tác và có sự hỗ trợ của các tổ chức, tập đoàn công nghệ lớn như PhishTank, Facebook, Viettel Cyber Security; đã báo cáo hơn 15.000 URL độc hại nhắm đến người dùng, bao gồm các trang web lừa tiền, thu thập thông tin cá nhân, phát tán thông tin xấu, độc hại. Riêng trong quý I năm 2023, dự án đã ghi nhận hơn 3200 trang lừa đảo chiếm đoạt tài sản và đánh cắp thông tin người dùng. Ngoài ra, ứng dụng đã có 50.000 người dùng thường xuyên, tiện ích và dữ liệu đã được tích hợp vào nhiều sản phẩm quốc tế khác bao gồm các chương trình diệt virus như Kaspersky, các công ty bảo mật và an ninh mạng như Cisco, Viettel, CyRadar.
Trong suốt thời gian hoạt động, nhóm dự án không chỉ đưa ra các giải pháp cũng như hỗ trợ nạn nhân của các vụ lừa đảo, mà còn liên tục đưa ra những lời cảnh báo về tình trạng và chiêu trò lừa đảo đang thường xuyên diễn ra. Khoảng tháng 5 năm 2023, tại Việt Nam xuất hiện nhiều vụ tấn công bằng ransomware và giả danh lừa đảo bằng những video đã bị deepfake can thiệp. Một số vụ giả mạo khiến người dùng mất tiền đã được nhóm thành viên Chống Lừa Đảo can thiệp hỗ trợ. Bên cạnh việc cảnh báo và hỗ trợ nạn nhân của các vụ lừa đảo, dự án còn có một số điện thoại chuyên hỗ trợ pháp lý miến phí. Đến nay, khi báo chí Việt Nam đưa ra những thông tin cảnh báo về việc lừa đảo qua không gian mạng, Chống Lừa Đảo không chỉ là nơi cung cấp dữ liệu, mà còn là một trong các trang web, công cụ thường được giới thiệu đến độc giả để cảnh báo và báo cáo về các trang web độc hại.

### Tham gia các sự kiện, hội nghị
Hai tháng 9 và 10 năm 2023, Chống Lừa Đảo đã tổ chức hai buổi workshop để nâng cao nhận thức an toàn thông tin cũng như phổ biến về các loại hình lừa đảo. Đây là chuỗi workshop đặc biệt dành cho cộng đồng người điếc, khiếm thính tại Hà Nội và Thành phố Hồ Chí Minh. Đến cuối tháng 12 cùng năm, sản phẩm của Chống Lừa Đảo đã được vinh danh tại lễ trao giải Nhân tài Đất Việt với hạng mục sản phẩm "Cống hiến vì Cộng đồng". Dự án đã nhận được giải thưởng này ngay trước ngày kỷ niệm 3 năm thành lập. Đến ngày 5 tháng 1 năm 2024, lễ kỷ niệm 3 năm ngày thành lập dự án Chống Lừa Đảo đã được tổ chức tại Thành phố Hồ Chí Minh. Sự kiện có sự tham gia của nhiều đại diện từ các cơ quan nhà nước như Trung tâm Giám sát an toàn không gian mạng quốc gia, Hiệp hội An toàn thông tin Việt Nam, Hiệp hội Blockchain Việt Nam cũng như các công ty, tập đoàn công nghệ lớn tại Việt Nam như FPT, VNG, CMC Cyber Security. Tính đến thời điểm diễn ra sự kiện, các cộng đồng thành viên của Chống Lừa Đảo đã đạt đến con số 500.000 thành viên ở nền tảng Facebook, 25.000 thành viên trong nhóm Telegram, qua đó đã giúp Chống Lừa Đảo phát hiện và xử lý hơn 20.000 website độc hại.
Năm 2024, trong bối cảnh lừa đảo vẫn tiếp tục gia tăng, các thành viên đại diện Chống Lừa Đảo thường xuyên tham gia các sự kiện, hội nghị về an toàn thông tin nói chung và phòng chống nạn lừa đảo nói riêng để nâng cao nhận thức cho cộng đồng cũng như đưa ra các giải pháp hữu ích. Từ ngày 16 đến ngày 18 tháng 10 năm 2024, tại Bangkok, Thái Lan, hội thảo "Mekong-U.S. Partnership Track 1.5 Policy Dialogue on Countering Scam Operations" (Đối thoại chính sách về Chống lại các hoạt động lừa đảo) đã thu hút hơn 90 chuyên gia quốc tế cùng các tổ chức dân sự và chính phủ từ các quốc gia khu vực sông Mekong, Hoa Kỳ và các đối tác quốc tế khác. Trong đó, Ngô Minh Hiếu với tư cách người sáng lập Chống Lừa Đảo đã tham gia thảo luận và đóng góp những giải pháp chống lừa đảo và phòng ngừa buôn người qua các hoạt động lừa đảo trực tuyến, đặc biệt với sự phát triển của trí tuệ nhân tạo (AI). Ngày 22 tháng 10, tại Đà Nẵng, Cục An toàn thông tin đã tổ chức Hội nghị Bảo vệ người dân, khách hàng trước thực trạng lừa đảo trực tuyến trên không gian mạng. Đại diện cho nhóm Chống Lừa Đảo đã trình bày tham luận tại hội nghị với chủ đề "Đấu trí với lừa đảo trực tuyến 4.0 – Cuộc cách mạng phòng thủ cho ngân hàng, chứng khoán, tài chính và Chính phủ".
Ngày 29 tháng 10, dưới sự chủ trì của Ngân hàng Nhà nước Việt Nam, Hiệp hội Ngân hàng Việt Nam và Tập đoàn IEC đã phố hợp tổ chức Hội thảo và triển lãm Smart Banking 2024. Đây là một sự kiện thường niên lớn dành cho ngành tài chính – ngân hàng. Với chủ đề "Định hình tương lai số cho ngành Ngân hàng: Chiến lược vận hành an toàn và bền vững", sự kiện năm 2024 nhấn mạnh vào tầm quan trọng của các biện pháp bảo vệ an toàn và chiến lược phát triển bền vững ngành ngân hàng trên không gian số. Chống Lừa Đảo là một trong những đơn vị đồng hành và tham gia một gian hàng triển lãm sản phẩm tại không gian sự kiện lần này. Một tháng sau sự kiện Smart Banking, tại Hà Nội đã diễn ra sự kiện Positive Hack Talks do Positive Technologies – công ty nghiên cứu bảo mật thông tin của Nga và là một trong những công ty bảo mật hàng đầu thế giới – tổ chức. Đây là cuộc gặp gỡ của các chuyên gia an ninh mạng để thảo luận về những chủ đề nóng trong ngành. Tại sự kiện, CEO của Chống Lừa Đảo là anh Ngô Minh Hiếu đã đại diện tham gia một phiên trình bày khai mạc chương trình với chủ đề "Hack the Hackers: The Art of Blackhat Counterintelligence" (Nghệ thuật phản giác blackhat). Đến cuối tháng 12, Ngô Minh Hiếu tiếp tục đại diện Chống Lừa Đảo thảo luận tại Tọa đàm "Nâng cao năng lực phòng, chống tội phạm lĩnh vực tài chính trên không gian mạng" do Ban Chuyên đề Công an thành phố Hồ Chí Minh phối hợp cùng Hiệp hội Blockchain Việt Nam tổ chức. Trong buổi tọa đàm, anh đã đưa ra lời cảnh báo về sự nguy hiểm của các phần mềm lừa đảo tự động, được sử dụng rộng rãi bởi các tổ chức tội phạm xuyên quốc gia.

### Phát triển công cụ Trí tuệ nhân tạo
Tháng 4 năm 2025, Chống Lừa Đảo cho ra mắt công cụ mới sử dụng AI để kiểm tra trang web lừa đảo. Đây là dự án được phát triển bởi một nhóm gồm 4 bạn sinh viên dưới sự dẫn dắt của đội ngũ sáng lập Chống Lừa Đảo. Khác với cách vận hành từ trước của Chống Lừa Đảo là người dùng chỉ có thể kiểm tra trang web lừa đảo nếu nó đã được lưu trữ trong kho dữ liệu của Chống Lừa Đảo, công cụ mới này sử dụng trí tuệ nhân tạo để kiểm tra ngay lập tức bất kỳ trang web nào mà người dùng gửi đến. Công cụ sẽ tiến hành đánh giá toàn diện trang web từ nội dung, mã nguồn, ảnh chụp màn hình để đưa ra đánh giá đây có phải trang web lừa đảo hay không. Theo một thành viên trong đội ngũ phát triển công cụ, hiện công cụ có tỉ lệ nhận diện đúng lên đến 98%.
Đến cuối tháng 4, Chống Lừa Đảo chính thức ra mắt website mới đã được tích hợp công cụ AI nói trên và nhiều tính năng mới khác, trong đó có chatbot tự động trả lời bất kỳ câu hỏi nào liên quan đến phòng chống lừa đảo trực tuyến và luật an ninh mạng. Theo chia sẻ từ anh Ngô Minh Hiếu, hệ thống trí tuệ nhân tạo của website hoạt động theo 2 chế độ: AI thời gian thực và AI Agent. Ở chế độ thời gian thực, thuật toán máy học chạy ngay trong trình duyệt của người dùng sẽ phân tích đặc điểm trang web và dự đoán rủi ro. Công cụ AI Agent tự động phân tích trang web có an toàn hay không. Cách tiếp cận kết hợp này giúp tăng tốc độ xử lý giúp cho người dùng được hỗ trợ nhanh chóng. Chỉ trong vòng 1 ngày sau khi ra mắt, lượng truy cập vào website chính thức của Chống Lừa Đảo đã tăng gấp 5 lần.

## Hợp tác

### Giai đoạn đầu thành lập và phát triển
Tháng 8 năm 2022, mạng xã hội Twitter – 1 trong 5 website phổ biến nhất thế giới – đã tích hợp API từ dự án Chống Lừa Đảo. Theo đó, người dùng Twitter không thể đăng tải các liên kết đã bị liệt vào danh sách đen, đồng thời Twitter cũng sẽ gửi cảnh báo đến người dùng khi họ nhập những liên kết này; và điều này áp dụng cho cả các bài đăng (tweet) và các tin nhắn riêng (direct messenger). Đến tháng 10 cùng năm, công ty Chống Lừa Đảo đã chính thức ký thỏa thuận với Thư viện pháp luật về việc hợp tác triển khai các chương trình hỗ trợ, bảo vệ người dùng khỏi nguy cơ bị lừa đảo trên không gian mạng. Chống Lừa Đảo còn là 1 trong 2 dự án cung cấp dữ liệu cho báo cáo về tình trạng lừa đảo trực tuyến trên toàn cầu của Liên minh chống lừa đảo toàn cầu (GASA).
Đến nay, tiện ích hỗ trợ Chống Lừa Đảo đã xuất hiện trên phần lớn các trình duyệt thông dụng như Microsoft Edge, Google Chrome, Cốc Cốc, Firefox, Brave. Khi dữ liệu từ Chống Lừa Đảo được đưa lên hệ thống của Microsoft và Opera, những hệ thống này sẽ tiến hành chặn, ngăn cản người dùng truy cập các web độc hại. Ngày 29 tháng 3 năm 2023, dự án đã hợp tác cùng Top CV để tiến hành rà soát các công ty, thông tin tuyển dụng nhằm phát hiện, ngăn chặn và cảnh báo đến người dùng về các hình thức lừa đảo đội lốt tuyển dụng, bảo vệ lợi ích của người lao động cũng như các doanh nghiệp hợp pháp khác. Tháng 6 năm 2023, Chống Lừa Đảo đã hợp tác chia sẻ dữ liệu với AI SPERA – đơn vị tạo ra CriminalIP, một công cụ tìm kiếm CTI – trong nỗ lực cải thiện an ninh mạng trên toàn thế giới cũng như tạo một môi trường Internet lành mạnh cho cả cá nhân và doanh nghiệp.
Cuối tháng 8 năm 2023, Cục An toàn thông tin, Liên minh Xác thực trực tuyến thế giới (FIDO Alliance) và VinCSS đồng tổ chức Hội nghị FIDO châu Á – Thái Bình Dương lần đầu tiên tại Việt Nam. Hội nghị diễn ra trong suốt 3 ngày tại Nha Trang với chủ đề "Kết nối vì một tương lai số an toàn hơn với xác thực mạnh không mật khẩu" cùng sự tham gia của nhiều nhà lãnh đạo doanh nghiệp cũng như chuyên gia trong lĩnh vực liên quan đến công nghệ và an ninh mạng. Tại sự kiện này, Chống Lừa Đảo đã ký kết thỏa thuận hợp tác với Công ty Dịch vụ mạng VinCSS, hướng đến một loạt các hoạt động chung như giáo dục nâng cao nhận thức cho cộng đồng, triển khai giải pháp công nghệ trong lĩnh vực định danh, xác thực an toàn, giúp Việt Nam tăng cường năng lực phòng thủ trên không gian số và giảm thiểu nguy cơ trở thành mục tiêu tấn công của tội phạm mạng toàn cầu.

### Kể từ lễ kỷ niệm 3 năm thành lập
Tháng 11 cùng năm, Liên minh chống lừa đảo toàn cầu (GASA) đã công bố một bản báo cáo tình trạng lừa đảo tại các quốc gia thuộc khu vực châu Á, trong đó có Việt Nam. Bản báo cáo này được thực hiện bởi GASA, Gogolook và Chống Lừa Đảo. Theo nội dung bản báo cáo, Chống Lừa Đảo là tổ chức đóng vai trò quan trọng trong việc thu thập số liệu về tình trạng lừa đảo tại Việt Nam. Cũng trong khoảng thời gian này, Chống Lừa Đảo và GASA đã hợp tác và công bố bản báo cáo về tình trạng lừa đảo tại Việt Nam trong năm 2023. Số liệu trong hai bản báo cáo đều gây chú ý đối với các phương tiện truyền thông tại Việt Nam ngay khi vừa được công bố, và liên tục được nhắc đến sau khi Chống Lừa Đảo tổ chức lễ kỷ niệm 3 năm thành lập dự án. Cũng trong buổi lễ kỷ niệm, Chống Lừa Đảo đã công bố việc API của dự án đã được tích hợp trực tiếp vào Google Chrome – một trong những trình duyệt web phổ biến nhất hiện nay – hướng đến mục tiêu người dùng sẽ được tự động bảo vệ bởi bộ dữ liệu từ Chống Lừa Đảo mà không cần bất kỳ nỗ lực nào khác.
Tháng 10 năm 2024, Văn phòng Liên hợp quốc về ma túy và tội phạm (UNODC) đã công bố một báo cáo quan trọng về các mối đe dọa mạng mới nổi tại Đông Nam Á, công tác chống tội phạm trên không gian mạng. Bản báo cáo này đã nhiều lần ghi nhận anh Ngô Minh Hiếu cùng các cộng sự trong dự án Chống Lừa Đảo đã có những đóng góp quan trọng trong việc cung cấp thông tin và phân tích về các hoạt động lừa đảo trực tuyến tại khu vực Đông Nam Á, đặc biệt là các dữ liệu quan trọng liên quan đến các hoạt động lừa đảo trực tuyến và tội phạm công nghệ tại Việt Nam. Không chỉ cung cấp những thông tin về lừa đảo trực tuyến, dữ liệu mà Chống Lừa Đảo cung cấp còn liên quan đến các phần mềm gián điệp, mã độc RAT (Remote Access Trojan) được sử dụng để điều khiển và chiếm đoạt thông tin từ nạn nhân; dữ liệu từ các diễn đàn ngầm và các thị trường đen trên Telegram.
Tháng 2 năm 2025, Chống Lừa Đảo đã công bố lễ ký kết hợp tác chiến lược "Chống lừa đảo và tăng cường an toàn không gian số" với Công ty Cổ phần Tập đoàn giải trí Đại Dương (Ocean Entertainment Group - OEG) và Hội Thanh Niên Khuyết Tật Việt Nam. Đây là sự hợp tác quan trọng của Chống Lừa Đảo cùng các tổ chức liên quan nhằm bảo vệ thanh thiếu niên và người khuyết tật trước các nguy cơ lừa đảo trên không gian mạng. Thỏa thuận hợp tác này bao gồm 3 trụ cột chính bao gồm truyền thông nâng cao nhận thức, triển khai các công nghệ bảo vệ và đào tạo kỹ năng số cho thanh niên khuyết tật. Trong buổi lễ ký kết, đại diện Chống Lừa Đảo là anh Ngô Minh Hiếu tiếp tục có những chia sẻ về những chiêu trò lừa đảo ngày càng phát triển, cùng với cách thức nhận diện các cuộc gọi lừa đảo sử dụng công nghệ deepfake. Cũng trong khuôn khổ những ký kết hợp tác nhằm phòng chống lừa đảo và nâng cao nhận thức cho người dùng, Chống Lừa Đảo đã chính thức ký kết hợp tác với Cyfirma – một công ty an ninh mạng có trụ sở tại Singapore – vào cuối tháng 5 cùng năm. Việc hợp tác được được chính thức công bố trên kênh Facebook của Chống Lừa Đảo và tài khoản X của Cyfirma.

## Hoạt động

### Hội nghị, sự kiện
Một số hoạt động, sự kiện quốc nội và quốc tế mà dự án Chống Lừa Đảo có thành viên đại diện tham gia:
| Thời gian | Thời gian | Sự kiện                                                                                         | Tổ chức chủ trì sự kiện                      | Quốc gia  | Thành viên                                       | Nguồn           |
| --------- | --------- | ----------------------------------------------------------------------------------------------- | -------------------------------------------- | --------- | ------------------------------------------------ | --------------- |
| 2021      | Tháng 11  | Global Online Scam Summit (Hội nghị thượng đỉnh về lừa đảo trực tuyến toàn cầu)                 | ScamAdviser                                  | Online    | Ngô Minh Hiếu                                    | [ 102 ]         |
| 2021      | Tháng 11  | CISO Online ASEAN                                                                               | Corinium Global Intelligence                 | Online    | Ngô Minh Hiếu                                    | [ 103 ]         |
| 2022      | Tháng 3   | CISO Sydney                                                                                     | Corinium Global Intelligence                 | Úc        | Ngô Minh Hiếu                                    | [ 104 ]         |
| 2023      | Tháng 3   | GISEC 2023 (Hội nghị và Triển lãm An ninh Thông tin vùng Vịnh)                                  | Cyber Security Council                       | UAE       | Ngô Minh Hiếu                                    | [ 105 ] [ 106 ] |
| 2023      | Tháng 3   | TEDxĐakao: Khát vọng                                                                            | TED, Đakao                                   | Việt Nam  | Ngô Minh Hiếu                                    | [ 107 ]         |
| 2023      | Tháng 5   | Black Hat Asia (Mũ đen châu Á)                                                                  | Black Hat                                    | Singapore | - Phạm Tiến Mạnh - Dương Tiểu Đồng               | [ 108 ]         |
| 2023      | Tháng 8   | Hội thảo và Triển lãm ATTT khu vực phía Nam                                                     | VNISA phía Nam                               | Việt Nam  | Ngô Minh Hiếu                                    | [ 109 ]         |
| 2023      | Tháng 8   | FIDO APAC Summit 2023 (Hội nghị FIDO châu Á – Thái Bình Dương)                                  | FIDO Alliance, VinCSS                        | Việt Nam  | Ngô Minh Hiếu                                    | [ 110 ] [ 111 ] |
| 2024      | Tháng 8   | Hội thảo và Triển lãm ATTT khu vực phía Nam                                                     | VNISA phía Nam                               | Việt Nam  | - Ngô Minh Hiếu - Nguyễn Hưng - Nguyễn Mạnh Luật | [ 112 ]         |
| 2024      | Tháng 10  | Hội thảo và Triển lãm Smart Banking 2024                                                        | Ngân hàng Nhà nước Việt Nam, Tập đoàn IEC    | Việt Nam  | Ngô Minh Hiếu                                    | [ 63 ]          |
| 2024      | Tháng 11  | Positive Hack Talks                                                                             | Positive Technologies                        | Việt Nam  | Ngô Minh Hiếu                                    | [ 113 ]         |
| 2024      | Tháng 12  | Tọa đàm "Nâng cao năng lực phòng, chống tội phạm lĩnh vực tài chính trên không gian mạng"       | Công an thành phố Hồ Chí Minh                | Việt Nam  | Ngô Minh Hiếu                                    |                 |
| 2025      | Tháng 1   | Marchtech Đà Nẵng 2025: Vượt chông gai hướng tương lai                                          | Martech Đà Nẵng                              | Việt Nam  | - Ngô Minh Hiếu - Nguyễn Hưng                    | [ 114 ]         |
| 2025      | Tháng 5   | GISEC Global 2025                                                                               | Cyber Security Council                       | UAE       | Ngô Minh Hiếu                                    |                 |
| 2025      | Tháng 5   | World Police Summit 2025                                                                        | Dubai Police                                 | UAE       | Ngô Minh Hiếu                                    | [ 115 ]         |
| 2025      | Tháng 5   | Vietnam Security Summit 2025 (Hội thảo và Triển lãm An toàn không gian mạng Việt Nam lần thứ 7) | Hiệp hội An ninh mạng quốc gia, Tập đoàn IEC | Việt Nam  | Ngô Minh Hiếu                                    |                 |

### Bản tin, thời sự
|      | Thời gian | Nội dung                                                                | Phát sóng            | Chú   | Nguồn           |
| ---- | --------- | ----------------------------------------------------------------------- | -------------------- | ----- | --------------- |
| 2022 | Tháng 9   | "Săn" web "đen" – chống lừa đảo                                         | VTV1                 | [ a ] | [ 116 ] [ 117 ] |
| 2023 | Tháng 2   | Bị lừa mất 1,4 tỷ đồng trong vòng 3 ngày vì dính bẫy lừa đảo trực tuyến | VTV1                 | [ a ] | [ 118 ] [ 119 ] |
| 2023 | Tháng 2   | Vòng xoáy lừa đảo trực tuyến                                            | VTV1                 | [ a ] | [ 15 ] [ 120 ]  |
| 2023 | Tháng 2   | Hàng nghìn nạn nhân bị lừa đảo trên không gian mạng được giúp đỡ        | Lao Động TV          |       | [ 34 ]          |
| 2023 | Tháng 6   | Chiêu trò dẫn dụ lừa đảo tuyển dụng                                     | VTV9                 |       | [ 121 ]         |
| 2023 | Tháng 9   | Chuyển đổi số: Các hình thức lừa đảo trực tuyến                         | KTV                  | [ b ] | [ 122 ]         |
| 2023 | Tháng 10  | Chuyển đổi số: Các thủ đoạn lừa đảo bằng trí tuệ nhân tạo               | KTV                  | [ b ] | [ 123 ]         |
| 2023 | Tháng 11  | Chuyển đổi số: Các hình thức lừa đảo qua ngân hàng                      | KTV                  | [ b ] | [ 124 ]         |
| 2024 | Tháng 1   | Trung bình người Việt mất gần 18 triệu đồng vì lừa đảo qua mạng         | Truyền hình Quốc hội |       | [ 125 ]         |
| 2024 | Tháng 1   | Lừa đảo trực tuyến tại Việt Nam bùng phát trong năm 2023                | VTV1                 |       | [ 126 ] [ 127 ] |
| 2024 | Tháng 7   | Cẩn trọng khi trao đổi hình ảnh nhạy cảm trên không gian mạng           | VTV1                 |       | [ 128 ]         |
| 2025 | Tháng 6   | Nỗi lo gian lận thi cử bằng thiết bị công nghệ                          | HanoiTV              |       | [ 129 ]         |
| 2025 | Tháng 7   | Phóng sự: Mã độc                                                        | VTV1                 |       | [ 130 ]         |

### Hội thảo, workshop
| Thời gian         | Sự kiện                                          | Địa điểm                                         | Thành viên                                        | Nguồn   |
| ----------------- | ------------------------------------------------ | ------------------------------------------------ | ------------------------------------------------- | ------- |
| Tháng 3 năm 2023  | An toàn thông tin trên không gian mạng           | Trường Đại học Công nghiệp Thành phố Hồ Chí Minh | - Ngô Minh Hiếu - Lê Phước Hòa                    | [ 131 ] |
| Tháng 5 năm 2023  | Cảnh báo rủi ro và phòng, chống lừa đảo qua mạng | Thành phố Hồ Chí Minh                            | - Ngô Minh Hiếu - Nguyễn Mạnh Luật                | [ 132 ] |
| Tháng 9 năm 2023  | Tập huấn nâng cao nhận thức ATTT cho người điếc  | Thành phố Hồ Chí Minh                            | - Nguyễn Hưng - Lê Phước Hòa - Nguyễn Hoàng Thắng | [ 51 ]  |
| Tháng 10 năm 2023 | Tập huấn nâng cao nhận thức ATTT cho người điếc  | Hà Nội                                           | Ngô Minh Hiếu                                     | [ 50 ]  |
| Tháng 9 năm 2024  | Tập huấn nâng cao nhận thức ATTT cho người điếc  | Thành phố Hồ Chí Minh                            | - Lê Phước Hòa - Nguyễn Hưng                      | [ 133 ] |
| Tháng 6 năm 2025  | Chương trình Kỳ nghỉ hồng 2025                   | Thành phố Hồ Chí Minh                            | - Ngô Minh Hiếu - Lê Phước Hòa                    | [ 134 ] |

## Thành viên
Tính đến đầu năm 2024, dự án Chống Lừa Đảo có khoảng 30 thành viên bao gồm 4 thành viên trụ cột đóng vai trò người sáng lập.

### Đội ngũ sáng lập
- Ngô Minh Hiếu.[136]
- Nguyễn Hưng: giám đốc của Vietnix Hosting, admin của cộng đồng Sinh Viên IT trên mạng xã hội Facebook.[137][138]
- Lê Phước Hòa: chuyên gia vận hành hệ thống của Accenture, phụ trách kỹ sư hạ tầng cho Chống Lừa Đảo.[139][140]
- Nguyễn Hoàng Thắng: chuyên gia tài chính.[141][142]

### Thành viên chủ chốt
- Dương Hồng Phúc: kỹ sư phát triển phần mềm.[17]
- Trần Ước Chi: designer.[17]
- Nguyễn Mạnh Luật: cựu kỹ sư bảo mật cho Microsoft và Tencent, từng vô địch Cyber Seagame 2015,[143][144] hiện là giám đốc điều hành Trung tâm đào tạo kiến thức và kỹ năng về An toàn thông tin CyberJutsu.[145]
- Phạm Tiến Mạnh: từng là nhà nghiên cứu bảo mật của OWASP (en) được Facebook vinh danh là 1 trong 100 chuyên gia về bảo mật năm 2019,[16] hiện là giám đốc Công ty Hòa bình Không giang mạng (CyPeace) do anh và Ngô Minh Hiếu đồng sáng lập.[146][147]
- Nguyễn Trọng Đại: chuyên gia giám sát mối nguy trên không gian mạng,[148] từng công tác tại Trung tâm Giám sát và An toàn không gian mạng Quốc gia (NCSC).[149]
- Nguyễn Hồng Hào: chuyên gia giám sát mối nguy trên không gian mạng.[150][151]
- Kent Juno: Cựu Quản lý vùng Nam Á của Dell Technologies.[152]
- Dương Tiểu Đồng: học sinh trung học phổ thông từng được Microsoft vinh danh sau khi giúp công ty này cải thiện bảo mật cho dịch vụ trực tuyến.[153][154]
- Tạ Công Sơn: chuyên gia nghiên cứu phát triển AI.[155][156]
- Tiết Lê Bảo Khánh.[35]
- Phạm Lê Duy: phụ trách phát triển hệ thống API của Chống Lừa Đảo.[152]
- Nguyễn Viết Chiến.[128]

## Giải thưởng
| Năm  | Giải thưởng                 | Hạng mục                                        | Kết quả   | Nguồn           |
| ---- | --------------------------- | ----------------------------------------------- | --------- | --------------- |
| 2022 | 2022 Champion Organizations | Tổ chức vô địch Tháng Nhận thức về An ninh mạng | Đoạt giải | [ 157 ]         |
| 2022 | Make in Vietnam             | Top 10 sản phẩm xuất sắc dành cho xã hội số     | Đoạt giải | [ 158 ] [ 159 ] |
| 2023 | 2023 Champion Organizations | Tổ chức vô địch Tháng Nhận thức về An ninh mạng | Đoạt giải | [ 160 ]         |
| 2023 | Nhân tài Đất Việt           | Cống hiến vì Cộng đồng                          | Đoạt giải | [ 161 ] [ 162 ] |